# 唐如浴
唐如浴（1928年—2020年11月1日），男，江苏如东人，中华人民共和国政治人物。

## 生平
早年参加新四军。1944年，加入中国共产党。1953年，历任海门、启东、如皋县委书记。1973年2月，担任如皋县革命委员会主任（任期至1976年1月）。1975年，任江苏省农林局局长，后改厅长。1975年11月至1976年10月，担任江苏省农业局书记。1981年9月，江苏省组建了京杭运河续建工程指挥部，由副省长周一峰兼任指挥，交通厅厅长周赤民任常务副指挥，1983年改由陈克天任指挥，唐如浴、杨大年、吴连彩、周志萱为副指挥。1984年，唐如浴任江苏省京杭运河工程总指挥部党组书记。2020年11月1日在南京逝世，享年93岁。

## 家庭
妻子秦素萍曾任江苏省妇联主任。